# Piazza del Duomo (L'Aquila)
La piazza del Duomo (littéralement en italien : « place du Dôme ») est la principale place de L'Aquila, en Italie.
Cœur du pouvoir religieux, en opposition avec la piazza del Palazzo (it) qui est le cœur du pouvoir politique de la ville, la piazza del Duomo est le centre social et culture de L'Aquila. Elle accueille également le marché de la ville depuis 1303 (d'où son autre nom : piazza del Mercato).

## Description
La piazza del Duomo est située au cœur du centre historique de L'Aquila (it). Elle prend la forme quasi-rectangulaire d'environ 140 m de long pour 70 m de large. De taille conséquente - plus d'un hectare (11 250 m2) -, elle est orientée nord-ouest - sud-est dans sa plus grande dimension. Elle est bordée, à l'est, par les cours Federico II (it) et Vittorio Emanuele (it), axes traversant le centre historique ; parmi les autres rues débouchant sur la place : les vie dell'Arcivescovado, Cimino, Roio et Sassa.
La cathédrale des Saints-Maxime-et-Georges, le dôme de L'Aquila, s'élève sur son côté ouest. Deux fontaines monumentales, à la statuaire réalisée par le sculpteur Nicola D'Antino (it), sont érigées aux deux extrémités de la place.

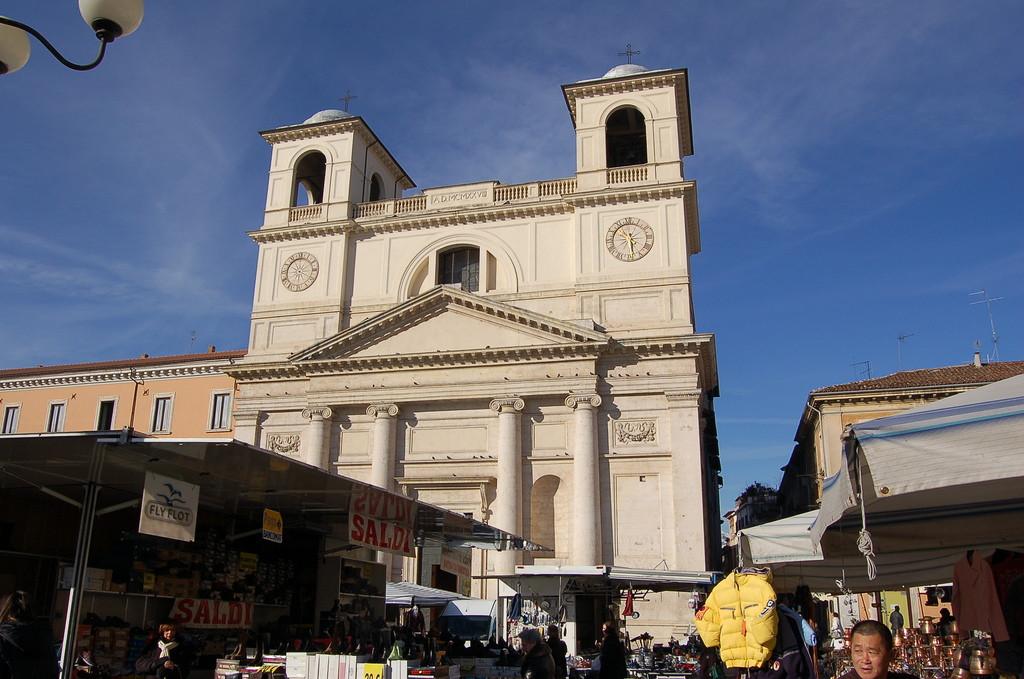
La façade de la cathédrale, depuis la place.
Panorama de la place.
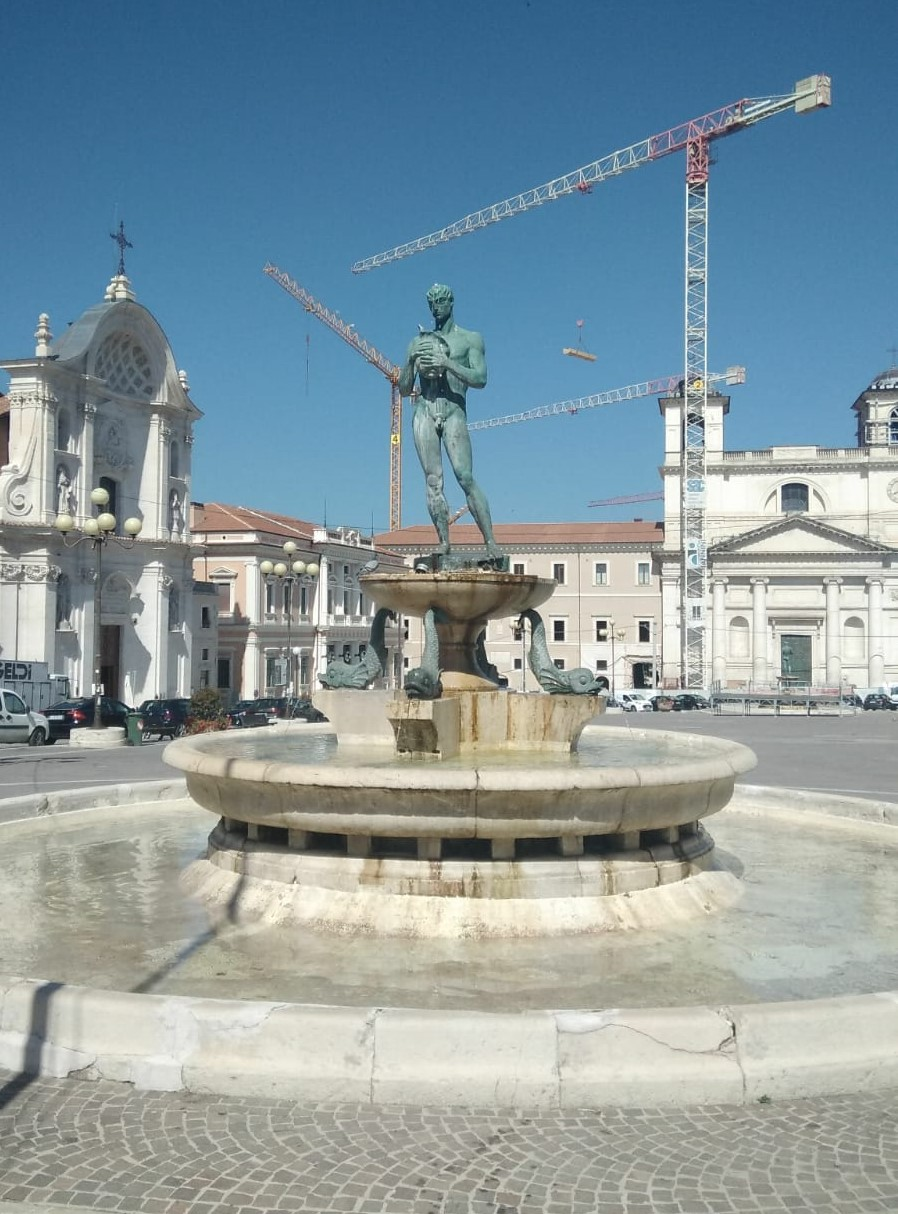
L'une des deux fontaines monumentales.
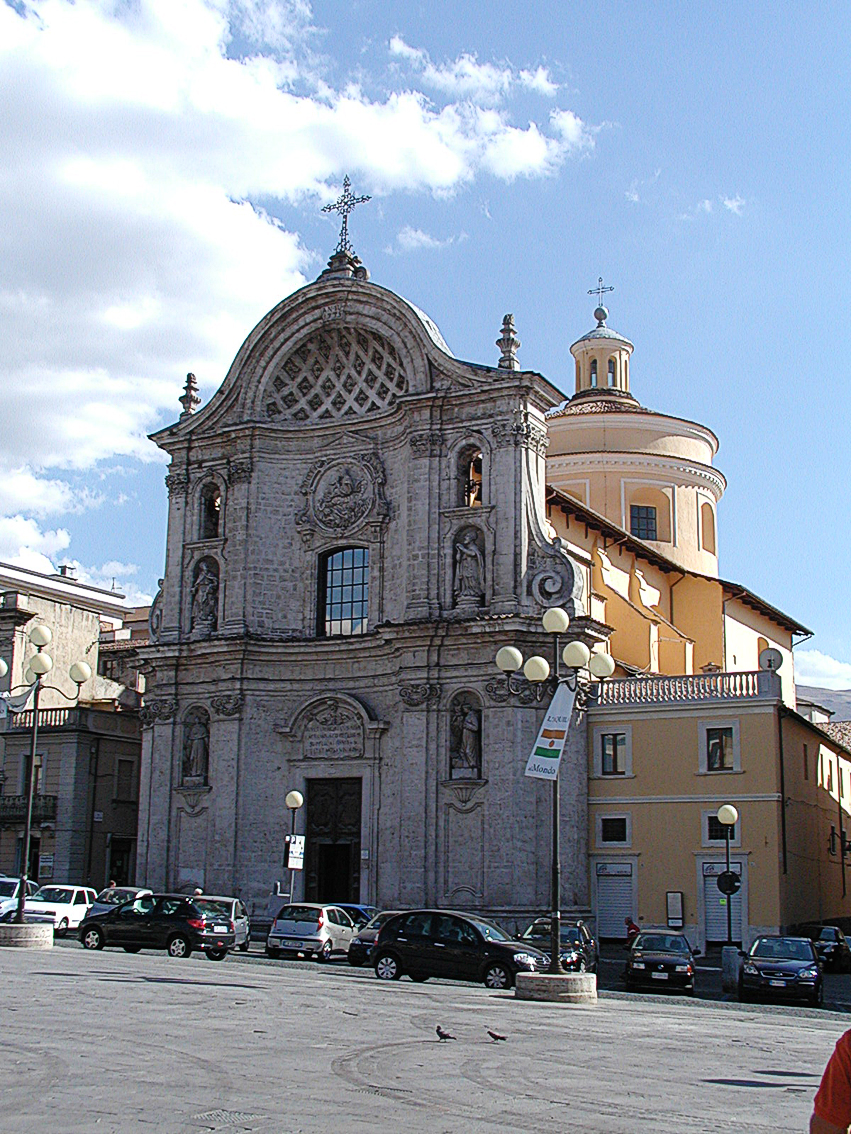
Église Santa Maria del Suffragio (it)
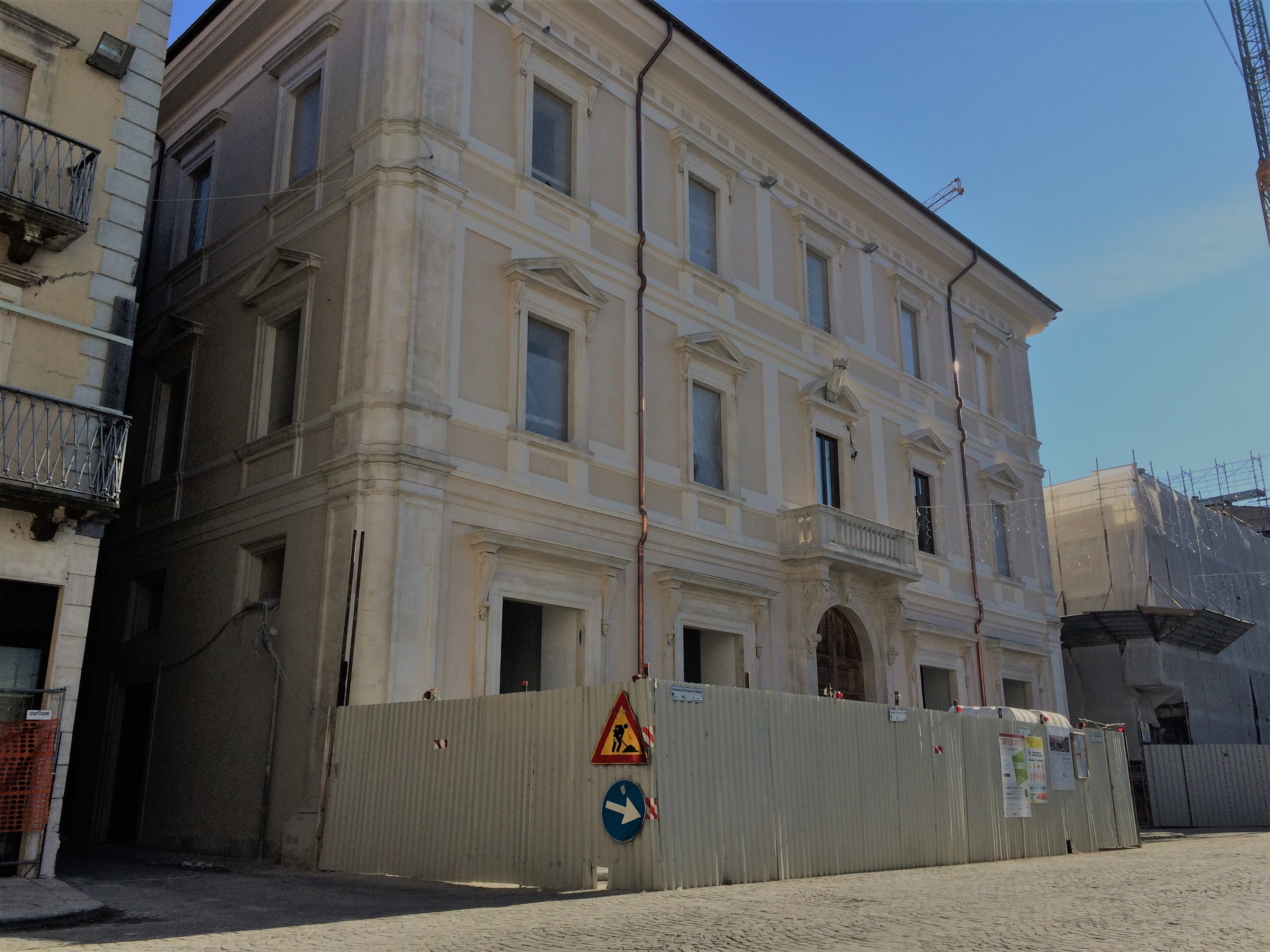
Palazzo Betti (it)
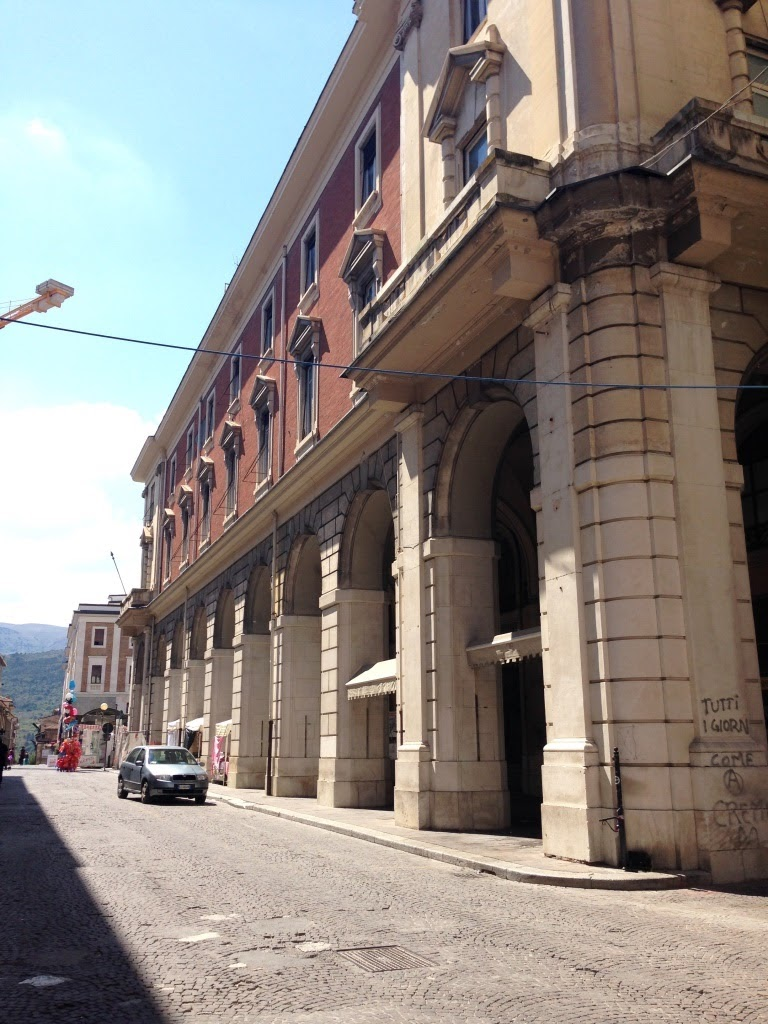
Palazzo Federici

## Historique
La place daterait du XIIIe siècle, contemporaine de l'érection de la cathédrale. Le marché principal de la ville s'y tiendrait depuis 1303.
Après les séismes de 1703 et la destruction de l'ancienne Confréirie du Suffragio, la place voit la construction de l'église Santa Maria del Suffragio (it) : elle se dote ainsi de deux édifices religieux.
Les fontaines monumentales sont érigées dans les premières années du XXe siècle.
Le séisme du 6 avril 2009 endommage gravement la ville ; la place est incluse dans le périmètre interdit d'accès et n'est rouverte partiellement au public que le 21 juin. En 2023, le pavage de la place et la cathédrale sont restaurés.